# Liste der Kulturdenkmale in Merbitz (Dresden)
Die Liste der Kulturdenkmale in Merbitz umfasst sämtliche Kulturdenkmale der Dresdner Gemarkung Merbitz. Straßen und Plätze in der Gemarkung Merbitz sind in der Liste der Straßen und Plätze in Merbitz (Dresden) aufgeführt.

## Legende
- Bild: Bild des Kulturdenkmals, ggf. zusätzlich mit einem Link zu weiteren Fotos des Kulturdenkmals im Medienarchiv Wikimedia Commons. Wenn man auf das Kamerasymbol klickt, können Fotos zu Kulturdenkmalen aus dieser Liste hochgeladen werden:
- Bezeichnung: Denkmalgeschützte Objekte und ggf. Bauwerksname des Kulturdenkmals
- Lage: Straßenname und Hausnummer oder Flurstücknummer des Kulturdenkmals. Die Grundsortierung der Liste erfolgt nach dieser Adresse. Der Link (Karte) führt zu verschiedenen Kartendiensten mit der Position des Kulturdenkmals. Fehlt dieser Link, wurden die Koordinaten noch nicht eingetragen. Sind diese bekannt, können sie über ein Tool mit einer Kartenansicht einfach nachgetragen werden. In dieser Kartenansicht sind Kulturdenkmale ohne Koordinaten mit einem roten bzw. orangen Marker dargestellt und können durch Verschieben auf die richtige Position in der Karte mit Koordinaten versehen werden. Kulturdenkmale ohne Bild sind an einem blauen bzw. roten Marker erkennbar.
- Datierung: Baubeginn, Fertigstellung, Datum der Erstnennung oder grobe zeitliche Einordnung entsprechend des Eintrags in der sächsischen Denkmaldatenbank
- Beschreibung: Kurzcharakteristik des Kulturdenkmals entsprechend des Eintrags in der sächsischen Denkmaldatenbank, ggf. ergänzt durch die dort nur selten veröffentlichten Erfassungstexte oder zusätzliche Informationen
- ID: Vom Landesamt für Denkmalpflege Sachsen vergebene, das Kulturdenkmal eindeutig identifizierende Objekt-Nummer. Der Link führt zum PDF-Denkmaldokument des Landesamtes für Denkmalpflege Sachsen. Bei ehemaligen Kulturdenkmalen können die Objektnummern unbekannt sein und deshalb fehlen bzw. die Links von aus der Datenbank entfernten Objektnummern ins Leere führen. Ein ggf. vorhandenes Icon  führt zu den Angaben des Kulturdenkmals bei Wikidata.

## Liste der Kulturdenkmale in Merbitz
| Bild                                    | Bezeichnung | Lage                         | Datierung                                                                                         | Beschreibung | ID       |
| --------------------------------------- | --- | ---------------------------- | ------------------------------------------------------------------------------------------------- | --- | -------- |
| Direkt Bild zu diesem Denkmal hochladen | Seitengebäude, bauliche Reste des einstigen Wohnstallhauses und der Scheune, Pflaster und Toranlage eines Dreiseithofes | Merbitzer Ring 1; 1a (Karte) | Ende 18. Jh. (Seitengebäude)                                                                      | vom Wohnstallhaus Erdgeschoss- und Kellergewölbe sowie Brunnen und von der Scheune Kellergewölbe erhalten, Seitengebäude ortsbildprägender Fachwerkbau, als Zeugnis ländlicher Architektur und Volksbauweise seiner Zeit baugeschichtlich bedeutend                                               | 09283194 |
| Weitere Bilder                          | Wohnstallhaus, Seitengebäude, Scheune und Hofeinfahrt eines Dreiseithofes                                               | Merbitzer Ring 2 (Karte)     | 1. Hälfte 19. Jh. (Wohnstallhaus), bezeichnet 1855 (Seitengebäude), bezeichnet 1869 (Toreinfahrt) | Haupthaus mit verputztem Fachwerkobergeschoss und Krüppelwalmdach, Seitengebäude und Scheune massive Bauten mit Satteldach, repräsentative Hofeinfahrt mit Inschrifttafel, Anlage als Zeugnis ländlicher Architektur und Volksbauweise ihrer Zeit baugeschichtlich bedeutend                      | 09283191 |
| Weitere Bilder                          | Wohnstallhaus, Seitengebäude, Scheune und Torbogen eines Dreiseithofes                                                  | Merbitzer Ring 5 (Karte)     | 1. Hälfte 19. Jh. (Wohnstallhaus), 1. Hälfte 19. Jh. (Dreiseithof)                                | Haupthaus straßenseitig Fachwerkobergeschoss und Krüppelwalmdach, zugewandter Giebel des massiven Seitengebäudes bauzeitlich mit Umgebinde, massive Scheune mit Satteldach, ortsbildprägend, Hofanlage als Zeugnis ländlicher Architektur und Volksbauweise ihrer Zeit baugeschichtlich bedeutend | 09283190 |
| Weitere Bilder                          | Wohnstallhaus, Seitengebäude und Scheune eines Dreiseithofes                                                            | Merbitzer Ring 6 (Karte)     | bezeichnet 1816 (Wohnstallhaus)                                                                   | massive, zeittypische Bauten mit Satteldächern, Scheitelstein Eingang Wohnstallhaus bezeichnet, Hof als Zeugnis ländlicher Architektur und Volksbauweise seiner Zeit baugeschichtlich bedeutend                                                                                                   | 09283184 |
|                                         | Wohnstallhaus eines ehemaligen Vierseithofes                                                                            | Merbitzer Ring 8 (Karte)     | bezeichnet 1816 (Wohnstallhaus)                                                                   | Wohnstallhaus mit verputztem Fachwerkobergeschoss und Krüppelwalmdach, als Zeugnis ländlicher Architektur und Volksbauweise seiner Zeit baugeschichtlich bedeutend | 09283188 |
| Weitere Bilder                          | Wohnstallhaus, zwei Seitengebäude, Scheune und Toreinfahrt und Pforte eines Vierseithofes                               | Merbitzer Ring 9 (Karte)     | bezeichnet 1817 (Wohnstallhaus)                                                                   | verputzte Bauten mit Satteldächern, Wohnstallhaus bezeichnet, Hofanlage als Zeugnis ländlicher Architektur und Volksbauweise ihrer Zeit baugeschichtlich bedeutend | 09283189 |
| Weitere Bilder                          | Wohnstallhaus mit Relief, Scheune und Toranlage eines Dreiseithofes                                                     | Merbitzer Ring 11 (Karte)    | bezeichnet 1843 (Wohnstallhaus)                                                                   | Relief mit Inschrift und Engeln, ehemaliges Wohnstallhaus mit Fachwerk im Obergeschoss und zugewandtem Giebel, Gebäude als Zeugnis ländlicher Architektur und Volksbauweise ihrer Zeit baugeschichtlich bedeutend, zudem ortsbildprägend und ortsgeschichtlich von Bedeutung                      | 09283187 |
| Weitere Bilder                          | Ehemaliger Gasthof Merbitz                                                                                              | Merbitzer Ring 12 (Karte)    | bezeichnet 1848 (Gasthof)                                                                         | am Eingang zum Merbitzer Ortskern gelegen, Putzbau mit Krüppelwalmdach, ortsgeschichtlich von Bedeutung, als Zeugnis ländlicher Architektur seiner Zeit auch baugeschichtlich bedeutend | 09283185 |
|                                         | Weinberg mit Mauern, Portalen, Hütte des Weinhüters bzw. Huthäuschen und wieder aufgerebter Fläche                      | Ockerwitzer Weg (Karte)      | bezeichnet 1794 (Weinberg)                                                                        | einer der ältesten Weinberge der Gegend, geschichtlich und landschaftsgestalterisch bedeutend | 09283233 |

## Ehemalige Kulturdenkmale
| Bild           | Bezeichnung      | Lage                                   | Datierung | Beschreibung           | ID                       |
| -------------- | ---------------- | -------------------------------------- | --------- | ---------------------- | ------------------------ |
| Weitere Bilder | Wegsäule Merbitz | Merbitzer Ring/An der Autobahn (Karte) |           | Wegsäule aus Sandstein | Wikidata-Objekt anzeigen |